# Tåstarps distrikt
Tåstarps distrikt är ett distrikt i Ängelholms kommun och Skåne län. 
Distriktet ligger nordost om Ängelholm. 

## Tidigare administrativ tillhörighet
Distriktet inrättades 2016 och utgörs av socknen Tåstarp i Ängelholms kommun.
Området motsvarar den omfattning Tåstarps församling hade 1999/2000.